# 平松正顕
平松正顕（ひらまつ まさあき、1980年 -）は、日本の天文学者。国立天文台天文情報センター周波数資源保護室講師。国立天文台台長特別補佐。専門は、電波天文学、星形成、天文学広報。

## 略歴
1980年、岡山県倉敷市生まれ。1999年岡山県立岡山朝日高等学校卒業。2003年東京大学理学部天文学科卒業。2008年東京大学大学院理学系研究科天文学専攻卒業、博士（理学）。国立天文台リサーチアシスタント、台湾中央研究院天文及天文物理研究所博士研究員、国立清華大学博士研究員、ALMA地域センターアストロノマーを経て、2011年3月よりALMA推進室（2012年4月よりチリ観測所）助教。2021年6月より現職。2019年3月より国立天文台台長特別補佐を務める。
日本天文教育普及研究会理事（年会担当）、科学技術広報研究会（JACST）副会長。日本天文学会ネットワーク委員。

## 人物
2003年、東京大学大学院理学系研究科天文学専攻修士1年時に高梨直紘とともに天文学普及プロジェクト「天プラ」(天文学とプラネタリウム)を立ち上げる。天プラ副代表として、2004年5月より月刊星ナビ（アストロアーツ）の連載「天文学とプラネタリウム」を高梨と交互に執筆。トイレで宇宙を感じるためのアイテム「Astronomical Toilet Paper」（ATP）の解説を書き下ろした。
漫画『宇宙兄弟』の「月面シャロン天文台」の技術面監修を担当。第39巻に平松をモデルとした針松博士が登場した。

## 著書
- 平松正顕『宇宙はどのような姿をしているのか』[7]（ベレ出版、2022）ISBN 9784860646813
- 平松正顕(監修)、渡部潤一(監修)『アルマ望遠鏡が見た宇宙』[8]（宝島社、2015）ISBN 9784796698986
- 平松正顕(訳)『歴史を変えた100の大発見 宇宙』[9]（丸善出版、2014）ISBN 9784621088579

### 註釈
1. ↑  「Chameleonic star formation : a millimeter/submillimeter study of Chamaeleon molecular cloud(移ろいゆく星形成 : ミリ波サブミリ波によるカメレオン座分子雲の観測的研究)」[2]。